# Agnès de Staufen
Agnès de Staufen (née vers 1176 - morte le 7 ou 9 mai 1204 à Stade) est la fille héritière de Conrad Ier du Palatinat, l'un des comtes palatins du Rhin ; elle-même comtesse palatine de 1195 à 1204 comme épouse de Henri IV du Palatinat.

## Biographie
Le père d'Agnès, Conrad Ier du Palatinat, comte palatin du Rhin et demi-frère de l'empereur Frédéric Barberousse arrange dès avant 1180, des fiançailles de sa fille avec Henri, futur Henri IV du Palatinat, le fils aîné de Henri XII de Bavière (Henri le Lion) dans le but de désamorcer le conflit renaissant entre la Maison de Hohenstaufen et les Welf.
En 1193, l'empereur Henri VI, fils de Barberousse, cherche une alliance politique avec Philippe Auguste et dans ce but lui propose comme épouse sa cousine Agnès. Henri, futur Henri IV du Palatinat s'adresse au père d'Agnès qui évite de se prononcer. La mère d'Agnès, Irmengard de Henneberg († 1197), profite d'une absence de son mari Conrad qui séjourne auprès de l'empereur et fait célébrer un mariage religieux entre Henri et Agnès au Château Stahleck, fin 1193 ou début 1194.
L'empereur Henri VI demande d'abord à Conrad l’annulation du mariage, mais des considérations politiques rendent ce mariage utile. La réconciliation entre l'empereur Henri VI et Henri le Lion, le père du marié, a lieu en mars 1194 sur le site du palais impérial de Tilleda (de).

## Descendance
Du mariage entre Agnès de Staufen et le futur Henri IV du Palatinat sont nés un fils et deux filles :
- le fils Henri V du Palatinat est, de 1212 à 1214, comte palatin du Rhin ;
- la fille aînée Ermengarde (1200–1260) épouse Hermann V de Bade-Bade, margrave de Bade ;
- la fille cadette Agnès de Brunswick (1201–1267), qui s'appelle Agnès comme sa mère, épouse Othon II de Bavière, futur duc de Bavière. Les deux filles sont les ancêtres de la Maison de Wittelsbach en Bavière et dans le Palatinat. Agnès a :
  - une fille Élisabeth de Bavière (1227–1273), qui est la mère de Conradin, dernier des Hohenstaufen,
  - et deux fils Louis II de Bavière dit Louis le Sévère, qui est le père du futur empereur Louis IV et Henri XIII de Bavière.

## Vie littéraire
Durant la période du romantisme, la vie d'Agnès de Staufen a été glorifiée de diverses manières. Ainsi, l'auteur dramatique Christian Dietrich Grabbe la décrit, dans le drame Empereur Henri VI, la deuxième partie de son cycle des Hohenstaufen, en 1829,  comme une fille insouciante mais résolue qui, lors d'une diète d'Empire lutte pour son amour et réussit à arracher la réconciliation entre les Staufen et les Welf sur le lit de mort de Henri le Lion. Par ailleurs, le 12 juin 1829 a lieu, à l'Opéra royal de Berlin, la première représentation d'un opéra intitulé Agnès de Hohenstaufen (de), du compositeur italien Gaspare Spontini.